# アニメタ!
『アニメタ!』は、花村ヤソによる日本の漫画作品。『月刊モーニングtwo』（講談社）にて、2015年8月号から連載中。

## 概要
元アニメーターという経歴を持つ作者が、新人アニメーターである主人公の視点を通してアニメ業界を描いた作品となっている。
2017年4月に花村がツイッターで行った本作を宣伝するツイートが大きな反響を呼び、「ねとらぼ」に取り上げられるなどの注目を受けた。
この一件に関して後に花村は、「あの当時、本作の打ち切りがほぼ確定していた」「継続できたのはツイッターでの反響があったからこそ」という旨の発言をしている。
このほか、本作はアニメ業界に属する人間にも注目され、「TRIGGER」所属のアニメーションプロデューサー・舛本和也は、「アニメ業界の『今』を描いた作品であり、現在この業界で活躍しているスタッフや、これからこの業界を目指す新人にこそ読んで欲しい」として紹介している。

## あらすじ
学生時代に偶然見たTVアニメ『王立少女パンナコッタ』に感銘を受けた主人公・真田幸は、アニメーション制作に憧れを抱き、自身もアニメーターとしてアニメ業界に入ることを決意。高校卒業後、『パンナコッタ』を制作した業界ナンバーワンの技術力をもつアニメ制作会社「N2 FACTORY STUDIO」を受験し、技術力は皆無であったが、あふれる熱意と隠された才能により、見事採用される。
入社後、動画検査の富士結衣子の元で動画マンとして仕事を始めた幸であったが、専門知識の無さと技術の拙さから、思うように成果をあげることができない。しかし、監督の九条の励ましやアドバイスもあり、次のステップである原画マンを目指して諦めずに研鑽を積んでいく。

## 登場人物

### N2 FACTORY STUDIO
本作内に登場するアニメ制作会社「N2 FACTORY STUDIO」に所属するスタッフ。
真田 幸（さなだ みゆき）
本作の主人公。19歳。愛称は「ユキムラ」。本来であれば第7スタジオ所属であるが、九条からの「原画マンになるまで7スタには来るな」という命で、第2スタジオで働いている。
学生時代に偶然見たTVアニメ『王立少女パンナコッタ』に感動を覚え、アニメーターを志す。『パンナコッタ』に出会うまでは夢や目標を抱けない日々を過ごしていたため、それらを与えてくれた同作と、その監督である芹澤に恩返しをしたい、という思いで仕事に励んでいる。
絵の技量は入社試験時、他のスタッフから「N2では通用しない」と断言されるほど低かった。しかし柔道の経験者で動体視力に優れ、「高い空間認識能力を持つ稀有な人材の可能性がある」として九条が採用。入社1年目で原画試験を受けるまでに上達する。
伊達 まりあ（だて まりあ）
幸と同期で入社した新人アニメーター。第2スタジオ所属。漫画家であった母の影響で幼いころから絵を描いており、その技術の高さは社内でも評価されている。
幸同様に入社1年目で原画試験の受験資格を得て、見事原画マンとなる。
富士 結衣子（ふじ ゆいこ）
第2スタジオに所属する勤続9年目のアニメーター。動画マンとして非常に高い技量を持ち、動画検査を担当。同時に幸の師匠役でもある。
教え方は厳しく辞めていく人間も多いが、その反面残った人間は非常に優秀な原画マンに成長するとして、九条からは信頼を寄せられている。
九条 斎（くじょう いつき）
第7スタジオに所属するアニメーター。劇場作品『カリソメ』の監督を担当。『王立少女パンナコッタ』の副監督も務めていた。
「アニメは愛で出来ている」と豪語し、自分と同じ志で仕事に臨んでくれる同士を求めている。そのためか周りに無駄だと諭されても人材育成を諦めず、幸を可能性に賭けて採用したほか、過去には富士の動画マンとしての資質に気づき、原画マンではなく動画検査になるように勧めた。

### その他の登場人物
芹澤（せりざわ）
元N2所属のアニメーター。九条の同期。N2在籍時は第7スタジオに所属して『王立少女パンナコッタ』の監督を担当していた、幸にとって憧れの存在。現在は「スタジオカオス」という会社に所属して活動している。

## 設定・用語
N2 FACTORY STUDIO
主人公らが所属するアニメ制作会社。略称はN2（エヌツー）。「ハイクオリティな作品を生み出すスタジオ」として高く評価されている。
社内は業務内容毎で1から11のスタジオに分かれており、幸が所属する第2スタジオには社内作品の作画を担当するアニメーターが所属。九条が所属する第7スタジオは劇場作品の制作を担当しており、所属するスタッフのほとんどは社員ではなくフリーランスの人間。
原画試験
N2社内において、動画マンの次のステップである原画マンに上がるために受ける試験。
動画マンを2年間務めるか、動画を月500枚、それを3ヶ月連続で達成することで受験資格を得られる。

## 書誌情報
- 花村ヤソ 『アニメタ!』 講談社〈モーニングKC〉、既刊5巻（2020年1月23日現在）
  1. 2015年12月22日発行（2015年12月22日発売[7]）、ISBN 978-4-06-388547-7
  2. 2016年05月23日発行（2016年05月23日発売[8]）、ISBN 978-4-06-388603-0
  3. 2016年10月21日発行（2016年10月21日発売[9]）、ISBN 978-4-06-388656-6
  4. 2017年10月23日発行（2017年10月23日発売[10]）、ISBN 978-4-06-388730-3
  5. 2020年01月23日発行（2020年01月23日発売[11]）、ISBN 978-4-06-515524-0